# Raw, Northumberland

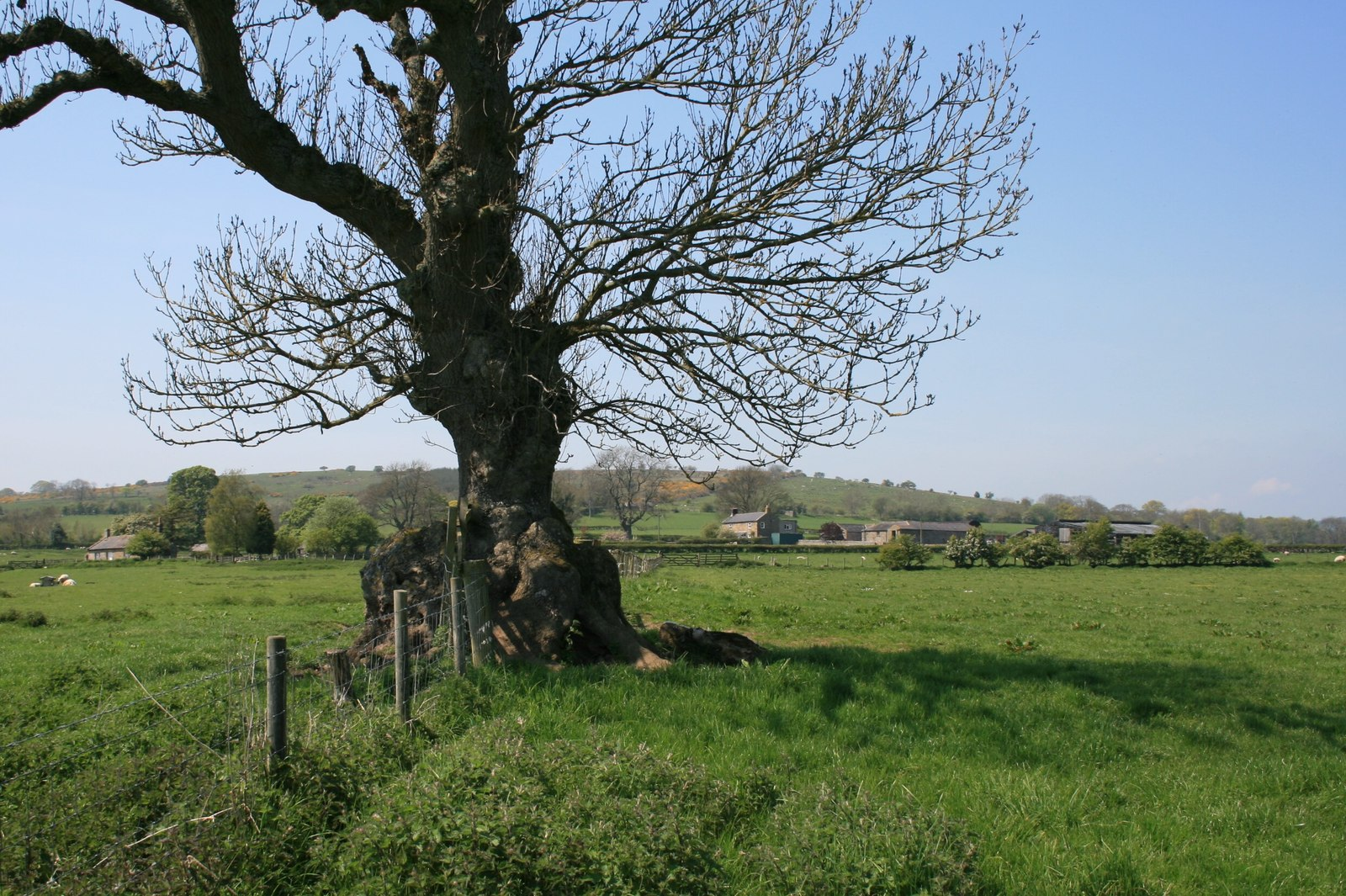
West Raw

Raw var en civil parish 1866–1955 när det uppgick i Brinkburn, i grevskapet Northumberland i England. Civil parish var belägen 17 km från Morpeth och hade 142 invånare år 1951. Det inkluderade Pauperhaugh.